# Young Joe, the Forgotten Kennedy
Young Joe, the Forgotten Kennedy is een Amerikaanse televisiefilm uit 1977, oorspronkelijk uitgezonden door ABC. De film is gebaseerd op de biografie The Lost Prince: Young Joe, the Forgotten Kennedy door Hank Searls en gaat over het leven van Joseph P. Kennedy jr., de onfortuinlijke oudere broer van John F. Kennedy. Peter Strauss speelt de titelrol en de film werd geregisseerd door Richard T. Heffron.

## Rolverdeling
| Acteur              | Personage             |
| ------------------- | --------------------- |
| Peter Strauss       | Joseph P. Kennedy jr. |
| Barbara Parkins     | Vanessa Hunt          |
| Stephen Elliott     | Joseph P. Kennedy     |
| Darleen Carr        | Kathleen Kennedy      |
| Simon Oakland       | Delaney               |
| Asher Brauner       | Mike Krasna           |
| Lance Kerwin        | Jonge Joe jr.         |
| Peter Fox           | Simpson               |
| Steve Kanaly        | Ray Pierce            |
| Robert Englund      | Willy                 |
| Gloria Stroock      | Rose Kennedy          |
| Tara Talboy         | Elinor                |
| Ben Fuhrman         | Hank Riggs            |
| James Sikking       | Commander Devril      |
| Ken Swofford        | Greenway              |
| Sam Chew Jr.        | Jack Kennedy          |
| Patrick Labyorteaux | Teddy Kennedy         |
| Shane Kerwin        | Bobby Kennedy         |
| Margie Zech         | Jean Kennedy          |
| Kirsten Larkin      | Rosemary Kennedy      |
| Rosanne Covy        | Eunice Kennedy        |
| Deirdre Berthrong   | Pat Kennedy           |
| Lawrence Driscoll   | Anderson              |
| Kim O'Brien         | Melody Lane           |
| Michael Irving      | Billy Harrington      |
| Gardner Hayes       | English Major         |